# Jerzy Surowiec
Jerzy Surowiec (ur. 3 stycznia 1944 w Druskienikach) – polski polityk, poseł na Sejm PRL IX kadencji.

## Życiorys
W latach 1955–1959 przebywał wraz z rodziną na Syberii (w wyniku przesiedlenia przez sowietów), następnie zamieszkał w Sławnie. Ukończył liceum ogólnokształcące w Darłowie, a w 1967 uzyskał tytuł zawodowy magistra inżyniera mechanika na Politechnice Gdańskiej. Pracował początkowo jako główny technolog w Fabryce Maszyn Rolniczych w Darłowie. Był dyrektorem (a wcześniej zastępcą dyrektora) Przedsiębiorstwa Połowów i Usług Rybackich „Kuter” w Darłowie (pracował w nim od 1974 do 1998). Sprawował funkcje przewodniczącego Miejskiego Komitetu oraz członka Wojewódzkiego Komitetu Stronnictwa Demokratycznego (wstąpił do tej partii w 1968). W drugiej połowie lat 70. został radnym Rady Narodowej Miasta i Gminy w Darłowie, potem jej przewodniczącym. W wyborach w 1985 uzyskał mandat posła na Sejm PRL IX kadencji w okręgu Koszalin z ramienia SD. Zasiadał w Komisji Transportu, Żeglugi i Łączności oraz w Komisji Współpracy Gospodarczej z Zagranicą. Bez powodzenia ubiegał się o mandat senatorski w województwie koszalińskim w wyborach w 1989.
Był prezesem zarządu okręgowego PTTK w Darłowie. Działa także w Związku Sybiraków. Od 1999 do przejścia na emeryturę pełnił funkcję dyrektora Zarządu Dróg Powiatowych w Sławnie, był także członkiem rady regionalnej SD w województwie zachodniopomorskim.
W wyborach w 2010 bezskutecznie ubiegał się o mandat radnego Darłowa z listy lokalnego komitetu.
Otrzymał Krzyż Kawalerski Orderu Odrodzenia Polski, Brązowy i Złoty Krzyż Zasługi oraz Medal 40-lecia Polski Ludowej, a w 2012 z żoną Marianną Medal za Długoletnie Pożycie Małżeńskie.

## Życie prywatne
Syn Antoniego i Janiny. Od 1962 żonaty z Marianną z domu Mital. Mają troje dzieci: Aldonę, Michała i Aleksandra.